# Pangio cuneovirgata
Pangio cuneovirgata es una especie de pez de la familia Cobitidae en el orden de los Cypriniformes.

## Morfología
• Los machos pueden llegar alcanzar los 6 cm de longitud total.

## Hábitat
Vive en zonas de clima tropical.

## Distribución geográfica
Se encuentra en la península de Malaca (desde Narathiwat en Tailandia hasta Johor en Malasia), Sumatra y  Java Occidental (Indonesia ).